# گنوتس
گنوتس (به آلمانی: Gnutz) یک شهر در آلمان است که در رندسبورگ-اکرنفورده واقع شده‌است.
 گنوتس  ۱٬۱۹۴ نفر جمعیت دارد.